# Senka Asenova
Senka Asenova –en búlgaro, Сeнка Асенова– (1963) es una deportista búlgara que compitió en halterofilia. Ganó tres medallas en el Campeonato Europeo de Halterofilia entre los años 1988 y 1993.

## Palmarés internacional
| Campeonato Europeo | Campeonato Europeo      | Campeonato Europeo | Campeonato Europeo |
| Año                | Lugar                   | Medalla            | Categoría          |
| ------------------ | ----------------------- | ------------------ | ------------------ |
| 1988               | San Marino (San Marino) | Medalla de plata   | 75 kg              |
| 1992               | Loures (Portugal)       | Medalla de bronce  | 75 kg              |
| 1993               | Valencia (España)       | Medalla de oro     | 76 kg              |